# Турпан (село)
Турпан (каз. Тұрпан) — село в Панфиловском районе Жетысуской области Казахстана. Входит в состав Сарыбельского сельского округа. Код КАТО — 195647300.

## Население
В 1999 году население села составляло 1550 человек (811 мужчин и 739 женщин). По данным переписи 2009 года, в селе проживал 1541 человек (773 мужчины и 768 женщин).